# 田啟文
田啟文（英語：Tenky Tin Kai Man，1961年6月9日—），綽號田雞，香港演員及電影人，曾是周星馳所屬之星輝海外有限公司負責人之一，負責形象推廣、業務拓展、演藝經紀及至影片的監制策劃等。曾任香港電影工作者總會會長，現任該會發言人。他代表香港電影製作行政人員協會任香港電影金像獎董事局董事，也是香港電影工作者總會第七屆執行委員會（2017年至2019年）會長與香港紅星鄭中基前經理人。田啟文任職星輝時為周星馳最信賴的人和得力下屬。目前已自立門戶，創辦「腦力工作室有限公司」繼續發展電影事業。其較為人熟知的代表作是電影《少林足球》中的「三師兄」。

## 背景

### 早年生活
田啟文有四名弟妹（三弟一妹），早年在九龍塘火車站旁邊的小屋（朱牯仔村範圍）居住和種植農作物，後來移居九龍灣木屋區（九龍灣臨時房屋區，MegaBox商場一帶）與秀茂坪徙置區21座。他小學畢業後到昔日位於何文田的樂道中學就讀初中。但讀至中二時因為家窮而輟學，並開始在酒茶居工作攢錢。同時在觀塘裕民坊銀都戲院樓上的重生中學讀夜校完成學業。田啟文在茶居任職點心學徒兼侍應，跟隨姨丈學習做點心為生。他及後轉到一間酒樓繼續工作。當了三年點心學徒後升為腸粉師傅（腸粉部主管）。

### 入行與發展
田啟文於18歲時加入電視圈。當時他的一位點心學徒師弟邀請他到麗的電視當臨時演員，於是田啟文便在電視台展開其演員生涯。但還未正式加入電視圈。當時父親極力反對，田啟生更離家出走。而他之所以立志在娛樂圈發展始於他看過的一齣電影《五毒天羅》（1976年由楚原導演）。直至他有一次在又一村會堂的酒樓認識了唱片騎師李學斌，並向對方毛遂自薦，希望可獲入行機會。李學斌勸喻田啟文思考清楚入行之後應如何發展才能站得住腳。結果，田啟文因入行心切而放棄腸粉師傅的正職。在其父親極力反對下，16歲的他仍然堅持當全職臨時演員且離家出走，在麗的電視台寄宿。為了多賺收入與參演機會，他主動爭取成為臨時演員公司的領班。不久更轉戰幕後，學懂了一些服裝管理、化妝、剪接、拍攝等技巧。初時，田啟文先當場記，再兼任劇務。其第一部負責幕後工作的劇集為1979年的《天蠶變》。與此同時，田啟文在劇集中作臨時演員演出至1980年代初，邱德根入主亞洲電視以後要求削減幕後人員的薪金。田啟文不想接受減薪安排，又認為已學習到拍攝作品的基本技巧，因此決定轉往電影界發展。
田啟文轉拍電影後初年，於友人的桑拿浴室寄宿。首部參演的電影為《忌廉溝鮮奶》。他當年未完全投電影界前與香港電台簽了一年合約，參演十多集劇集《左鄰右里》。另外，亦任職電影劇務、執行製片、副導演等崗位。田啟文本來不認識周星馳，直至於1992年拍攝《武狀元蘇乞兒》時，本為專門照顧周星馳的製片助理，即其胞妹周星霞轉工，沒有人肯負責這項工作，最後田啟文擔任該職位，逐漸與周星馳熟絡和得到對方信任。田啟文在1994年拍攝《九品芝麻官》後開始在周星馳的電影中演出。及後在周星馳主演的電影中，田啟文多有亮相。在該段時期，田啟文屬永盛影視的員工。至1996年，獲周星驰邀請加盟他所創立的星輝電影公司。除幕前演出外，田啟文亦負責行政工作如電影策劃，是周星馳班底的主要人物。而在電影以外，田啟文亦不時主持電視節目，如亞洲電視的《老散窩輪周記》。田與周二人合作至2009年結束賓主關係。田於同年創辦「腦力工作室有限公司」，主力從事電影製作與培育新人工作。
田啟文於2016-2017年度微笑企業大獎頒獎典禮擔任微笑大使，頒獎予港澳地區多個於微笑服務表現優異的企業。2017年，田啟文接受訪問時憶述與周星馳的合作，細數合作的起源，透露周星馳曾經從與自己的對話中取材，變成後來電影《喜劇之王》中的對白，並對周星馳表示感激 。其後憶述於拍攝電影《喜劇之王》時，因發錯通告而要化解與萬梓良之間的誤會。

## 導演及幕後工作
- 1995年 天子驕龍（導演）
- 1997年 霹靂戰士（導演）
- 2001年 少林足球（策劃）
- 2004年 我要做Model（監製）
- 2007年 長江七號（策劃）
- 2008年 我的最愛（監製）
- 2008年 親愛的（監製）
- 2008年 絕代雙嬌（監製）
- 2009年 保持愛你（監製）
- 2010年 婚前試愛（監製）
- 2012年 天生愛情狂（監製）
- 2014年 恐怖在線（監製）
- 2014年 第七謊言（監製）
- 2015年 猛龍特囧（監製）
- 2018年 大樂師·為愛配樂（監製）
- 2023年 檢察風雲（監製）
- 2024年 內幕（監製）

## 演出作品

### 電影
| 首映               | 電影名稱                                   | 角色             | 備註               |
| 1981年             | 忌廉溝鮮奶                                 | 白板             |                    |
| 1983年             | 摩登衙門                                   |                  |                    |
| 1985年             | 殭屍先生                                   | 米店老闆的兒子   |                    |
| 1989年             | 捉鬼大師                                   | 圍觀路人         |                    |
| 1990年             | 豬標一族                                   | 跑龍套           |                    |
| 1992年             | 神算鯊鯊鯊                                 | 病人             |                    |
| 1992年             | 倚天屠龙记之魔教教主                       | 華山派道士       |                    |
| 1994年             | 九品芝麻官                                 | 戚家二少爷       |                    |
| 1994年             | 賭神2                                      | 香腸攤老闆       |                    |
| 1995年             | 百變星君                                   | 半邊人           |                    |
| 1996年             | 食神                                       | 神仙             |                    |
| 1997年             | 誤人子弟                                   | 家長             |                    |
| 1997年             | 算死草                                     | 目擊證人         |                    |
| 1998年             |                                            |                  |                    |
| 行運一條龍         | 行運茶餐廳侍應                             |                  |                    |
| 1999年             | 宝莲灯                                     |                  |                    |
| 1999年             | 喜劇之王                                   | 洪爺手下         |                    |
| 1999年             | 陰魂不散                                   | 大Dee            | 電影掛名為「田雞」 |
| 1999年             | 玻璃樽                                     | Albert友人       |                    |
| 1999年             | 千王之王2000                               | 獄警             |                    |
| 2001年             | 少林足球                                   | 三師兄           |                    |
| 2001年             | 買兇拍人                                   | DEREK            |                    |
| 2004年             | 甜絲絲                                     | 田寶寶           |                    |
| 2004年             | 功夫                                       | 師爺             |                    |
| 2004年             | 我要做Model                                | 田雞             |                    |
| 2004年             | 豪情                                       | 大馬             |                    |
| 2005年             | 雀聖                                       | 大口九           |                    |
| 2005年             | 功夫無敵                                   | 沈卓義           |                    |
| 2006年             | 情意拳拳                                   | 九哥             |                    |
| 2006年             | 獨家試愛                                   | 旅行社職員       |                    |
| 2007年             | 戲王之王                                   |                  |                    |
| 2007年             | 大话股神                                   | 股评家阿培       |                    |
| 2007年             | 心想事成                                   | 地下賭場老闆     |                    |
| 2008年             | 少林少女                                   | 鐵布三           |                    |
| 2008年             | 狼牙                                       | 白炸             |                    |
| 2008年             | 大搜查之女                                 | 圓圓             |                    |
| 2008年             | 絕代雙嬌                                   | 金利來           |                    |
| 2008年             | 大四喜                                     | 骰王             |                    |
| 2010年             | 星光78借                                   |                  |                    |
| 2010年             | 越光寶盒                                   | 500年前的官兵    |                    |
| 2010年             | 72家租客                                   | 四仔佬           |                    |
| 2011年             | 我愛HK開心萬歲                             | 屋邨停車場管理員 |                    |
| 2011年             | 人約離婚後                                 | 路人甲           |                    |
| 2011年             | 3D肉蒲團之極樂寶鑑                         | 地缺             |                    |
| 2011年             | 勁抽福祿壽                                 | 勞工處主任       |                    |
| 2012年             | 看到黑影就開槍                             | 山雞哥           |                    |
| 2012年             | 瘋拳和武                                   | 彬麒霖           |                    |
| 2012年             | 四大名捕                                   | 賈三             |                    |
| 2012年             | 一路向西                                   | 度文             |                    |
| 2012年             | 天生愛情狂                                 | 大輝             |                    |
| 2013年             | 百星酒店                                   | 香檳大王         |                    |
| 2013我愛HK恭囍發財 | 田二廚                                     |                  |                    |
| 2014年             | 3D冰封俠：重生之門                         | 男醫生           |                    |
| 2014年             | 男人唔可以窮                               | 輝               |                    |
| 2015年             | 吉星高照2015                               | 田啟文           |                    |
| 2015年             | 港囧                                       | 科技宅男         |                    |
| 2015年             | 十月初五的月光                             | 客人             |                    |
| 2016年             | 惡人谷                                     | 小巴司機         |                    |
| 2016年             | 美人鱼                                     | 遊客             |                    |
| 2017年             | 春嬌救志明                                 | 社會服務令監察官 |                    |
| 2017年             | 那一年，我17                               | 李叔             |                    |
| 2019年             | 新喜劇之王                                 | 導演             |                    |
| 2022年             | 倚天屠龍記之九陽神功、倚天屠龍記之聖火雄風 | 華山二老         |                    |

### 電視劇
| 首播   | 劇集名稱                | 角色                                  | 備註         |
| 1979年 | 天龍訣                  | 平民                                  | 第5集        |
| 1980年 | 浮生六劫                |                                       |              |
| 1980年 | 大地恩情                | 阿張（古都驚雷） 廣興圍村民（金山夢） |              |
| 1980年 | 太極張三豐              | 慧德                                  |              |
| 1981年 | 大控訴                  | 王奀                                  |              |
| 1981年 | 少年黃飛鴻              | 蘇蝦仔                                |              |
| 1981年 | 大昏迷                  | 少年                                  |              |
| 1981年 | 遊俠張三豐              | 阿生                                  |              |
| 1982年 | 猎鹰                    | 吸毒学生                              |              |
| 1983年 | 鹹魚豆腐白菜仔          | 傻仔威                                |              |
| 1983年 | 神鵰俠侶                | 華山論劍之人                          |              |
| 1983年 | 天降財神                | 蛇仔明                                |              |
| 2000年 | 新鮮人                  | 田雞                                  |              |
| 2014年 | 同里有親                | CIA                                   | 香港電台劇集 |
| 2016年 | 獅子山下2016 - 城中蓬萊 | 梁耀新                                | 香港電台劇集 |
| 2018年 | Plan B                  | 鳳叔                                  |              |
| 2025年 | 哪一天我們會紅          | 錢富祿                                |              |

### 電影（配音）
- 2010年 公主與青蛙 聲演 螢火蟲阿喱（Ray）

## 節目主持

### 電視主持
- 1981年 左鄰右里（香港電台）
- 2000年 反斗英語（香港電台）
- 2001年 反斗英语II（香港電台）
- 2007年－2008年 老散窩輪周記（電視版）
- 2008年 真係笑話（亞洲電視）

### 電台主持
- 2002年 足球狂熱（新城娛樂台）

### 節目嘉賓
無綫電視
- 2006年 遊戲天王（第5-7集）
- 2005年 繼續無敵獎門人（第20集）
- 2006年 美女廚房（第8集）
- 2007年 味分高下（第16集）
- 2009年 美女廚房（第4集）
- 2009年 耳分高下（第27集）
- 2009年 鐵甲無敵獎門人（第42集）
- 2009年 星星同學會（第11集）
- 2010年 超級遊戲獎門人（第23集）
- 2010年 上海世博最知味（第16及18集）
- 2013年 超級無敵獎門人終極篇（第11集）
- 2016年 我愛香港（第14集）
- 2021年7月11日 星期日檔案

其他
- 2001年 娛樂熱賣十點半（有線電視）[11]
- 2001年 少林足球百萬富翁慈善夜（亞洲電視）[12]
- 2008年 AV事務所（亞洲電視）
- 2011年 贏得樂 玩得喜（第3集，香港電台）
- 2012年 Y2K不日放映‧喜劇之王（第4集，香港電台）
- 2013年 球分（有線電視）
- 2016年 晚吹-Close噏（香港電視娛樂）
- 2021年 盼你賞面（香港開電視）
- 2022年 沿途有你（無綫電視）

### 節目演出
- 2017年 反斗英語 2017（香港電台）

### 音樂錄像
- 2018年 薛家燕 Captain Nancy

## 廣告
- 2001年 金象米
- 2002年 生力啤 咁至係新鮮 上網篇
- 2002年 麥當勞球迷套餐（中國內地）
- 2002年 生力啤 咁至係新鲜 美男篇
- 2017年 富途證劵 一世免佣
- 2018年 永明製藥 神盾前腺常通

## 政府宣傳片
- 2019年 大腸癌篩查計劃

## 外部連結
- 田啟文的新浪微博
- 田啟文在互联网电影资料库（IMDb）上的資料（英文）
- 田啟文在香港影庫上的簡介
- 田啟文在豆瓣上的资料（简体中文）
- 田啟文在时光网上的簡介（简体中文）
- 田啟文：中文電影資料庫 （页面存档备份，存于）